# 土鳥屬
土鳥（學名Sazavis）是白堊紀晚期的一種反鳥亞綱鳥類。它們可能與阿克西鳥及克孜勒庫姆鳥有關。它們生存的地方為現今烏茲別克斯坦的克孜勒庫姆沙漠。
土鳥其下只有一個物種，就是Sazavis prisca。其化石只是一條脛跗骨。估計它們體長約18.5厘米。